# Cantón de Santa Bárbara
Cantón de Santa Bárbara är en kanton i Costa Rica.   Den ligger i provinsen Heredia, i den centrala delen av landet, 18 km norr om huvudstaden San José.